# Solkope
Solkope je malý ostrov u jižního pobřeží Rotumy. Patří k odlehlým fidžijským ostrovům. Zvažuje se připojení ostrova k Rotumě spolu s několika dalšími menšími ostrovy jako Hatana, Hofliua, Solnohu, a Uea.
Antropolog Gordon MacGregor zaznamenal rotumskou legendu vztahující se k Solkope při návštěvě Rotumy v roce 1932. Legenda, vyprávěná MacGregorovi ostrovanem Tuirotumou vyprávěla o skále na pobřeží obráceném do volného moře. Tato skála je tupua Leplafeke (tupua je duch významné osoby který spočívá na skále, hvězdě nebo planetě). Rotumská legenda vypráví že tato skála dříve stála na ostrově Haua na pobřeží Oinafa. Během velkého tahu ryb na Oinafě přišel Leplefekův úlovek vniveč, což skálu rozhněvalo na tolik že se dala do pohybu kolem Rotumy, aby se dostala pryč z Hauy. Nakonec dorazila do Solkope kde se tupua rozhodl usadit na straně do otevřeného moře schovaný před Oinafou.